# Айл-е-Морт
Айл-е-Морт (англ. Isle aux Morts) — містечко в Канаді, у провінції Ньюфаундленд і Лабрадор.

## Населення
За даними перепису 2016 року, містечко нараховувало 664 особи, показавши зростання на 7,3%, порівняно з 2011-м роком. Середня густина населення становила 86,7 осіб/км².
З офіційних мов обидвома одночасно не володів жоден з жителів, тільки англійською — 665.
Працездатне населення становило 51,2% усього населення, рівень безробіття — 41,3% (45,5% серед чоловіків та 36,7% серед жінок). 93,7% осіб були найманими працівниками, а 4,8% — самозайнятими.
Середній дохід на особу становив $33 358 (медіана $23 872), при цьому для чоловіків — $45 233, а для жінок $22 967 (медіани — $35 968 та $20 128 відповідно).
26,2% мешканців мали закінчену шкільну освіту, не мали закінченої шкільної освіти — 43,4%, 32% мали післяшкільну освіту, з яких 15,4% мали диплом бакалавра, або вищий.
| Статево-вікова структура населення | Статево-вікова структура населення | Статево-вікова структура населення | Статево-вікова структура населення | Статево-вікова структура населення |
| ---------------------------------- | ---------------------------------- | ---------------------------------- | ---------------------------------- | ---------------------------------- |
|                                    |                                    |                                    |                                    |                                    |
| Всього                             | Всього                             | 49,6%50,4%                         |                                    |                                    |
| 0 — 14 років                       | 0 — 14 років                       |                                    | 10,5%                              | 10,5%                              |
| 15 — 64 років                      | 15 — 64 років                      |                                    | 63,2%                              | 63,2%                              |
| 65 і більше                        | 65 і більше                        |                                    | 26,3%                              | 26,3%                              |
| 85 і більше                        | 85 і більше                        |                                    | 2,3%                               | 2,3%                               |
| Середній вік (років)               | Середній вік (років)               | 48,751,3                           | 50,0                               | 50,0                               |
| Медіана (років)                    | Медіана (років)                    | 53,853,9                           | 53,9                               | 53,9                               |
| — чоловіки — жінки                 |                                    |                                    |                                    |                                    |

| Походження мешканців:     | Походження мешканців:     | Походження мешканців: | Походження мешканців: | Походження мешканців: |
| ------------------------- | ------------------------- | --------------------- | --------------------- | --------------------- |
| Походження                |                           |                       | осіб                  | %                     |
| Корінні американці        | Корінні американці        |                       | 110                   | 15.6%                 |
| Інше північноамериканське | Інше північноамериканське |                       | 470                   | 66.67%                |
| Європейське               | Європейське               |                       | 280                   | 39.72%                |
| британське                | британське                |                       | 275                   | 39.01%                |
| французьке                | французьке                |                       | 25                    | 3.55%                 |

| Зайнятість населення за галузями (за класифікацією NOC): | Зайнятість населення за галузями (за класифікацією NOC): | Зайнятість населення за галузями (за класифікацією NOC): | Зайнятість населення за галузями (за класифікацією NOC): | Зайнятість населення за галузями (за класифікацією NOC): |
| -------------------------------------------------------- | -------------------------------------------------------- | -------------------------------------------------------- | -------------------------------------------------------- | -------------------------------------------------------- |
|                                                          |                                                          |                                                          |                                                          |                                                          |
| Управління                                               | Управління                                               |                                                          | 3,2%                                                     | 3,2%                                                     |
| Бізнес, фінанси та адміністрування                       | Бізнес, фінанси та адміністрування                       |                                                          | 8,1%                                                     | 8,1%                                                     |
| Природничі та прикладні науки                            | Природничі та прикладні науки                            |                                                          | 4,8%                                                     | 4,8%                                                     |
| Охорона здоров'я                                         | Охорона здоров'я                                         |                                                          | 6,5%                                                     | 6,5%                                                     |
| Освіта, правозахист, муніципальні та урядові служби      | Освіта, правозахист, муніципальні та урядові служби      |                                                          | 9,7%                                                     | 9,7%                                                     |
| Мистецтво, культура, відпочинок та спорт                 | Мистецтво, культура, відпочинок та спорт                 |                                                          | 3,2%                                                     | 3,2%                                                     |
| Роздрібна торгівля та послуги                            | Роздрібна торгівля та послуги                            |                                                          | 32,3%                                                    | 32,3%                                                    |
| Гуртова торгівля, транспорт та обладнання                | Гуртова торгівля, транспорт та обладнання                |                                                          | 27,4%                                                    | 27,4%                                                    |
| Природні ресурси, сільське господарство                  | Природні ресурси, сільське господарство                  |                                                          | 4,8%                                                     | 4,8%                                                     |
| Виробництво                                              | Виробництво                                              |                                                          | 4,8%                                                     | 4,8%                                                     |

## Клімат
Середня річна температура становить 4,8°C, середня максимальна – 19,6°C, а середня мінімальна – -12°C. Середня річна кількість опадів – 1 658 мм.
| Клімат поселення                              | Клімат поселення | Клімат поселення | Клімат поселення | Клімат поселення | Клімат поселення | Клімат поселення | Клімат поселення | Клімат поселення | Клімат поселення | Клімат поселення | Клімат поселення | Клімат поселення | Клімат поселення |
| Показник                                      | Січ.             | Лют.             | Бер.             | Квіт.            | Трав.            | Черв.            | Лип.             | Серп.            | Вер.             | Жовт.            | Лист.            | Груд.            |                  |
| Середній максимум, °C                         | −0,23            | −1,12            | 2,15             | 6,82             | 12,95            | 17,97            | 19,42            | 19,61            | 15,98            | 10,68            | 5,81             | 0,63             |                  |
| Середня температура, °C                       | −5,64            | −6,52            | −3,28            | 1,43             | 7,54             | 12,56            | 16,08            | 16,28            | 12,62            | 7,32             | 2,45             | −2,72            |                  |
| Середній мінімум, °C                          | −11,07           | −11,95           | −8,68            | −4               | 2,12             | 7,14             | 12,73            | 12,92            | 9,28             | 3,98             | −0,89            | −6,07            |                  |
| Норма опадів, мм                              | 161              | 134              | 126              | 146              | 118              | 117              | 117              | 118              | 136              | 151              | 157              | 177              |                  |
| Середньомісячна швидкість вітру, м/с          | 8.05             | 7.46             | 6.78             | 6.16             | 5.38             | 4.91             | 4.56             | 4.59             | 5.20             | 6.04             | 6.84             | 7.78             |                  |
| Середньомісячна сонячна радіація, кДж/м²·день | 3827             | 6828             | 11117            | 14397            | 17908            | 19348            | 18903            | 16391            | 12305            | 7535             | 4153             | 2965             |                  |
| --------------------------------------------- | ---------------- | ---------------- | ---------------- | ---------------- | ---------------- | ---------------- | ---------------- | ---------------- | ---------------- | ---------------- | ---------------- | ---------------- | ---------------- |
| Джерело:                                      |                  |                  |                  |                  |                  |                  |                  |                  |                  |                  |                  |                  |                  |